# ウィレム2世 (オラニエ公)

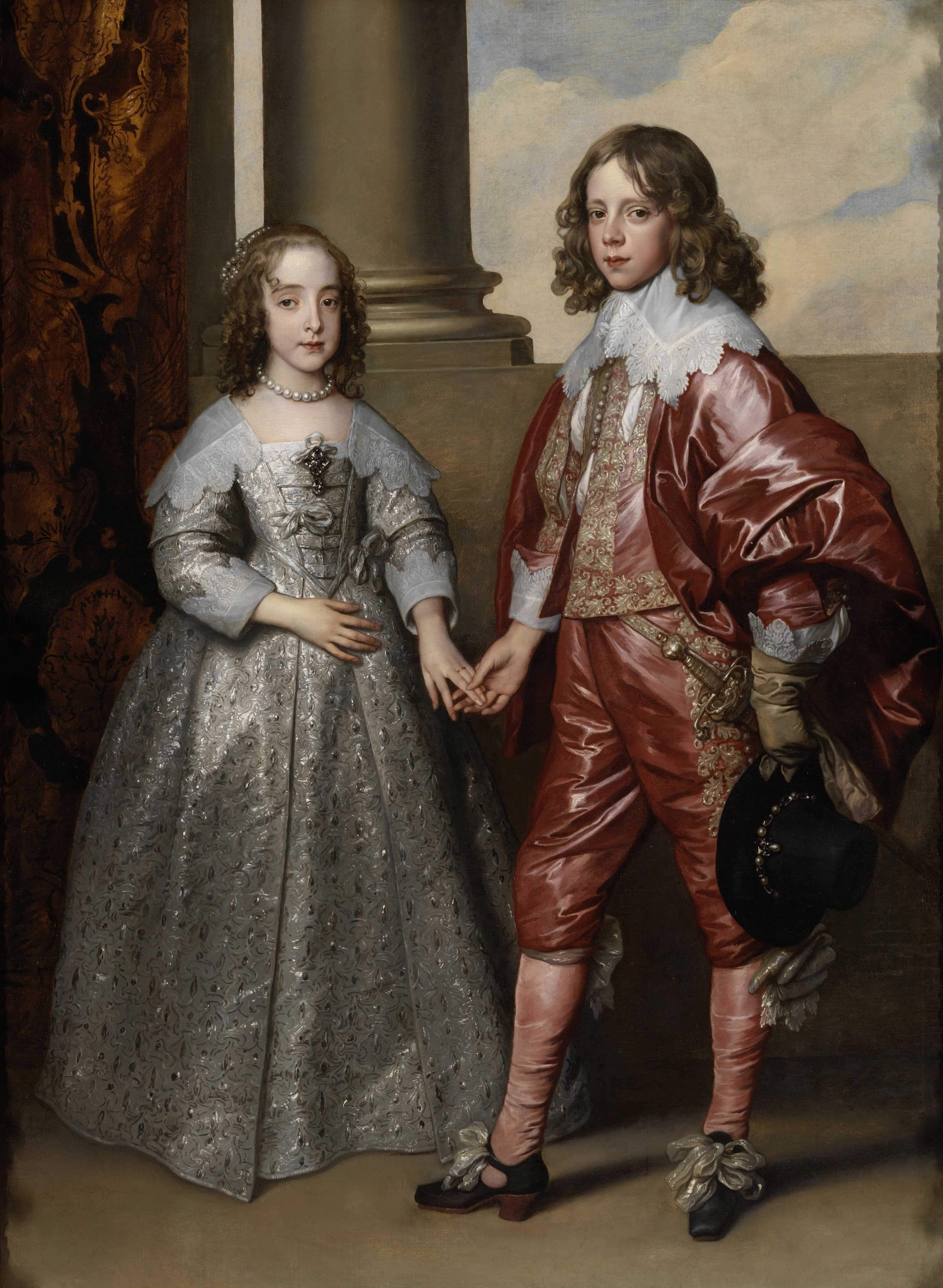
結婚当時のウィレム2世とメアリー・ヘンリエッタ・ステュアート（1641年）アンソニー・ヴァン・ダイク画

ウィレム2世（Willem II van Oranje-Nassau, 1626年5月27日 - 1650年11月6日）は、オランダ総督、オラニエ公（在位：1647年 - 1650年）。オラニエ公フレデリック・ヘンドリックとアマーリエ・フォン・ゾルムス＝ブラウンフェルスの息子で、イングランド王ウィリアム3世となったウィレム3世の父。

## 人物略歴
1641年、14歳の時にイングランド王チャールズ1世の長女メアリー・ヘンリエッタと結婚した。1647年、父フレデリック・ヘンドリックの死後、20歳でオラニエ公位と総督職を継承し、ヴェストファーレン条約の成立により八十年戦争を終結させた。
ウィレム2世はオラニエ＝ナッサウ家の歴代諸公と同様に軍事に優れ、性格的にも軍人肌であったといわれる。姻戚関係から親英政策をとっていたが、1649年に清教徒革命が勃発してチャールズ1世が処刑され、イングランドに共和政が成立すると、ステュアート朝の王位回復のために奔走した。しかしオランダ共和国で最有力の州であるホラント州が反対にまわり、国内でウィレム2世支持派と反対派の間で対立が生じた。そのため翌1650年、ウィレム2世は反対派の有力メンバーを拘禁し、アムステルダムを包囲するなどして反対派を屈服させようとしたが、11月6日、事が成就する前に24歳にして天然痘で急死した。一人息子のウィレム3世が生まれたのはその8日後の11月14日のことだった。
ウィレム2世の死によって反オラニエ派は勢力を挽回し、主要な州が総督を置かないことになり、無総督時代が始まった。また、各州の主権が拡大されて連邦議会の権限は弱められ、軍総司令官も置かれなくなって、オラニエ＝ナッサウ家の影響力が大幅に削がれることとなった。

## ギャラリー

ウィレム2世（版画）
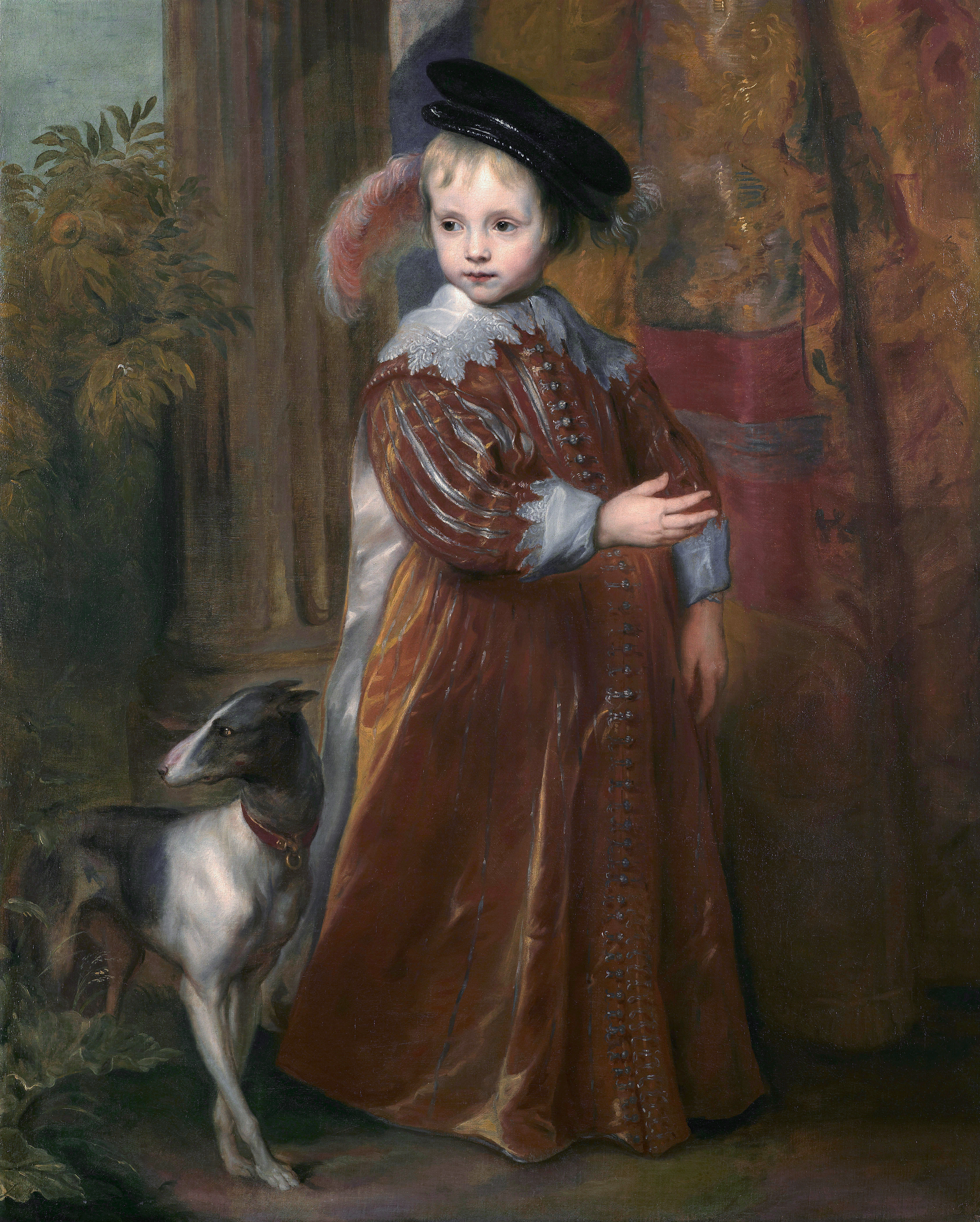
6歳ころのウィレム2世（アンソニー・ヴァン・ダイク画）
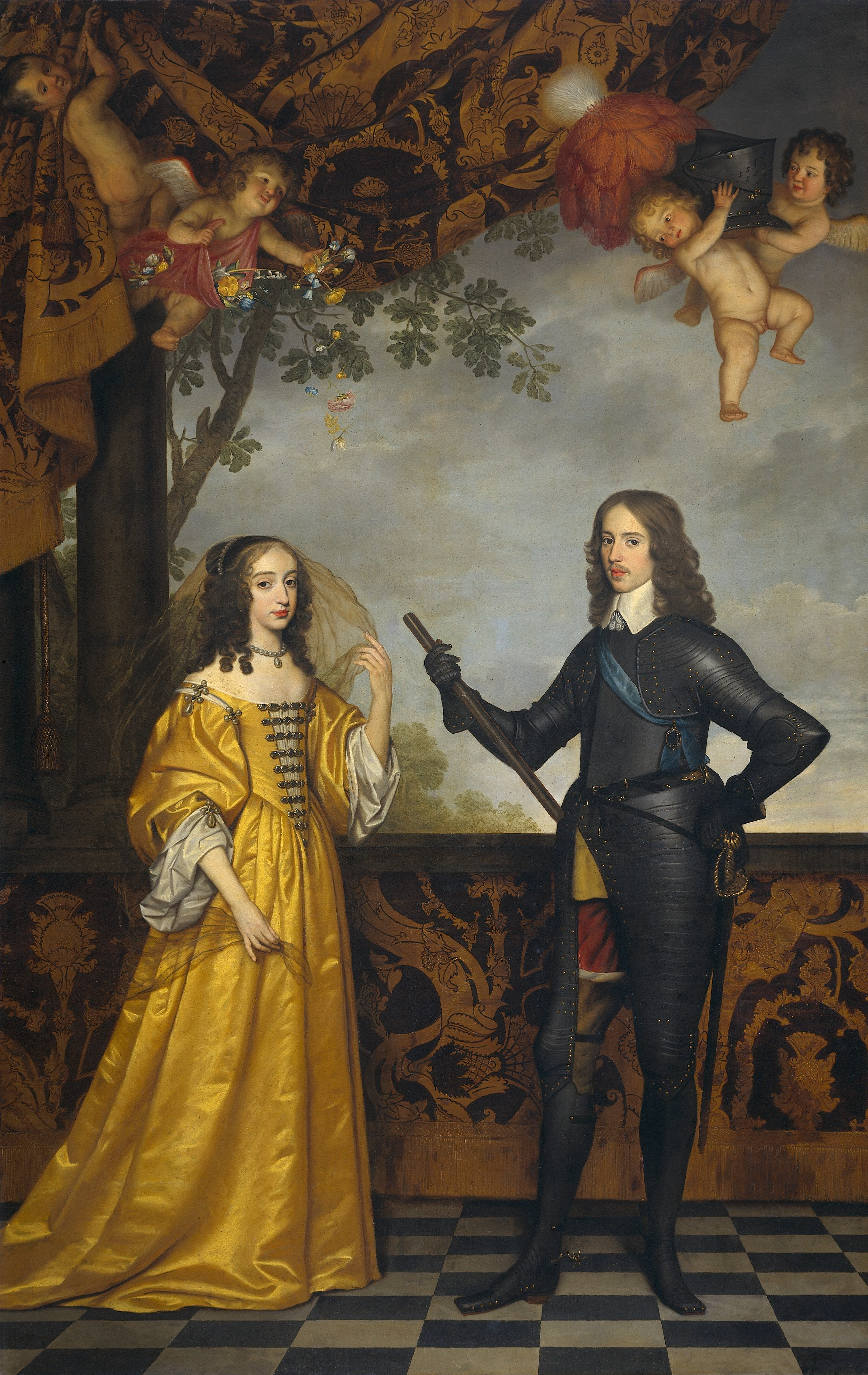
ウィレム2世とメアリー・ステュアート
ウィレム2世のワッペン（1582年）